# Johann Heinrich Thöl
Johann Heinrich Thöl (6. juni 1807 i Lübeck – 16. maj 1884 i Göttingen) var en tysk retslærd.
Thöl blev Dr. jur. 1829 i Heidelberg, samme år privatdocent i Göttingen, 1837 ekstraordinær professor sammesteds, 1842 ordentlig professor i Rostock, 1849 i Göttingen. 1848—49 var han medlem af den tyske Nationalforsamling. Udrustet med en sjælden skarpsindighed og stor kritisk sans, en analytiker af første rang, blev Thöl en banebryder på handelsrettens område, om der end ved hans logisk-deduktive metode også klæber metodens ensidighed.
Efter Thöls habilitationsskrift De verbi "an Ordre" cambiis vel indossamentis inserti vi atque effectu (1830) fulgte Der Verkehr mit Staatspapieren aus dem Gesichtspunkt der kaufmännischen Spekulation mit Berücksichtigung seiner juristischen Natur, Das Handelsrecht, I—III (1. bind 1841, 6. oplag 1879, 2. bind 1848, 4. oplag 1878, 3. bind 1880), Einleitung in das deutsche Privatrecht (1851), Praxis des Handelsrechts und Wechselrechts (1874), Aktienunrecht (1877), Theaterprozesse (1880) og det mod Levin Goldschmidt rettede Handelsrechtliche Erörterungen (1882).
Med skånselsløs kritik angreb Thöl Georg Beselers berømte bog Volksrecht und Juristenrecht (1843) i sit knusende stridsskrift Volksrecht. Juristenrecht. Genossenschaften. Stände. Gemeines Recht (1846). Thöl deltog i udarbejdelsen af forslag til veksellove blandt andet for Mecklenburg og til den almindelige tyske handelslovbog og publicerede forskellige arbejder derom: Zur Geschichte des Entwurfs eines allgemeinen deutschen Handelsgesetzbuches (1861) med flere.